# 天津蓟州区国家地质公园
天津蓟州区国家地质公园位于天津市蓟州区，面积为342平方公里，其中核心区面积9平方公里，南北长24公里，东西平均宽约350米。是中国中上元古界地球演化地质历史中唯一的国家地质公园。公园里包括的中上元古界标准剖面记录了地球演化距今18亿年至8亿年的地质历史。天津蓟县中、上元古界地层剖面为1984年经国务院批准建立的中国第一个地质类国家级自然保护区。2001年12月经国土资源部批准并建立“天津蓟县国家地质公园”，范围则超越国家级自然保护区，覆盖周边其他类型的保护区。后由于行政区划变更，地质公园更名为“天津蓟州区国家地质公园”。
天津蓟州区国家地质公园设有7个景区 :
- 中上元古界地质自然保护区
- 八仙山石英岩峰林峡谷景区
- 盘山花岗岩地貌景区
- 九龙山碳酸盐岩峰丛景区
- 黄崖关断崖地貌景区
- 九山顶石英砂岩峰林景区
- 府君山地质构造遗迹景区

2009年，蓟县地质博物馆在天津蓟县国家地质公园府君山南麓落成，2017年更名为蓟州地质博物馆。